# Carefree (Arizona)
Carefree ist ein Ort im Maricopa County im US-Bundesstaat Arizona.
Das U.S. Census Bureau hat bei der Volkszählung 2020 eine Einwohnerzahl von 3690 ermittelt.
Carefree hat eine Fläche von 22,9 km². Die Bevölkerungsdichte liegt bei 161 Einwohnern pro km².

## Persönlichkeiten
Bekannter Bürger der Stadt ist der Segler Willi Kuhweide, deutscher Olympiasieger in der Finn-Dinghy-Klasse und viermaliger Weltmeister in verschiedenen Bootsklassen.